# Harstall (Adelsgeschlecht)

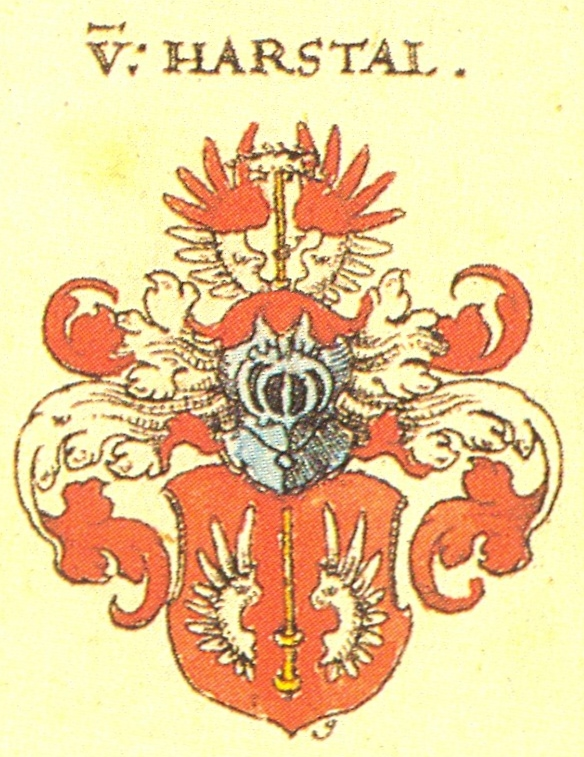
Das Wappen derer von Harstall

Harstall ist ein altes thüringisches Adelsgeschlecht ansässig im Werratal zwischen Eisenach und Mühlhausen.

## Geschichte
Im 14. Jahrhundert wird die adlige Familie von Harstall erstmals mit einem Gangloff von Harstall erwähnt. Inwieweit die Familie mit der "Wüstung Harstall" bei Mihla in Zusammenhang steht, ist nicht belegt. 1436 übernahmen sie die von der ansässigen Adelsfamilie von Mihla errichtete Wasserburg Mihla. Danach dehnten sie ihren Einfluss und Besitz von ihrem Stammsitz im Werratal immer weiter aus und es bildeten sich mehrere Nebenlinien:
- Mihlaer Linie, starb 1610 mit Ernst Christoph von Harstall aus
- Diedorfer Linie ab etwa 1500, nach der Reformation weiter als katholische Linie und 1865 erloschen
- Creuzburger Linie
- Hessischer und Rheinischer Zweig.

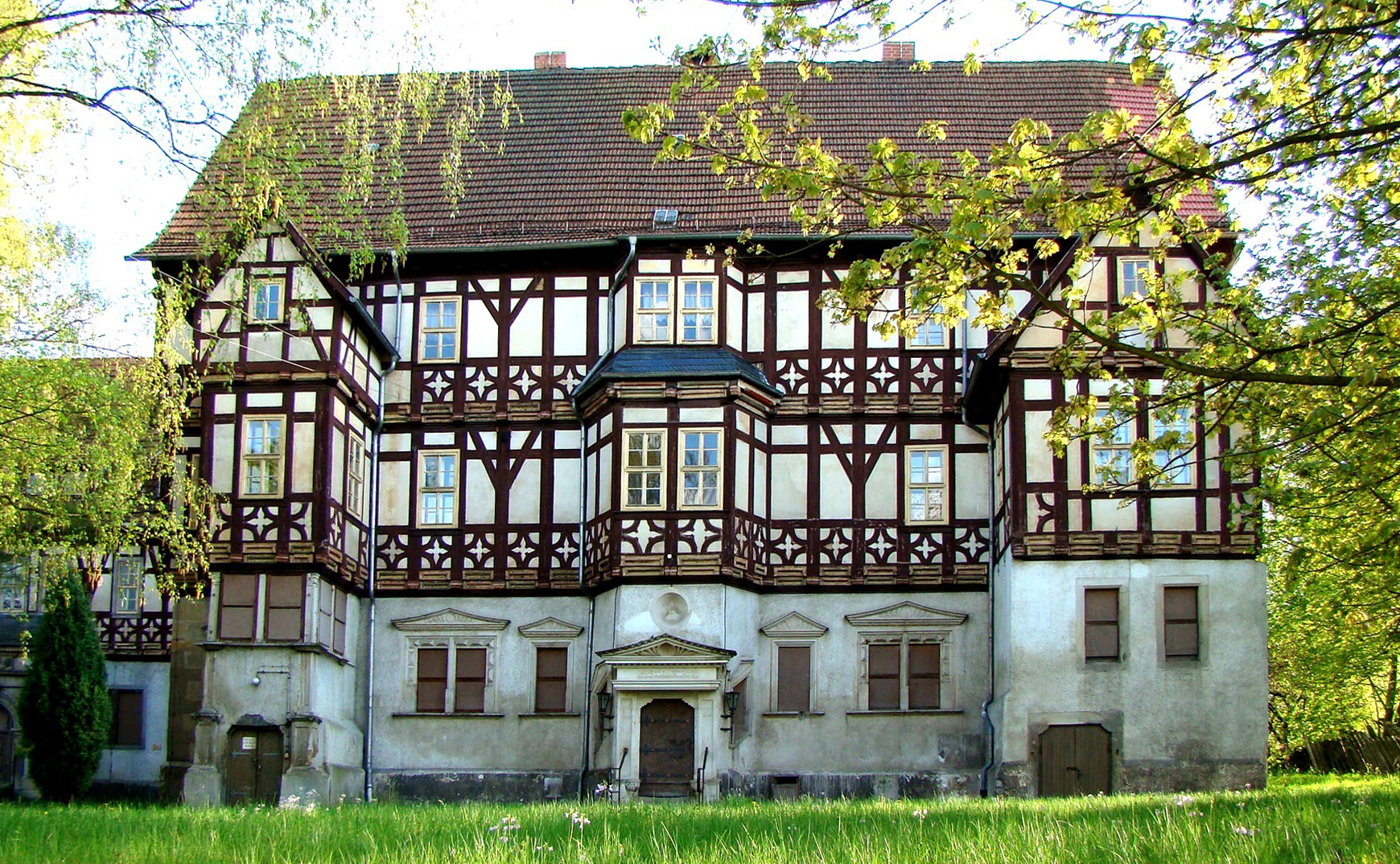
Rotes Schloss in Mihla

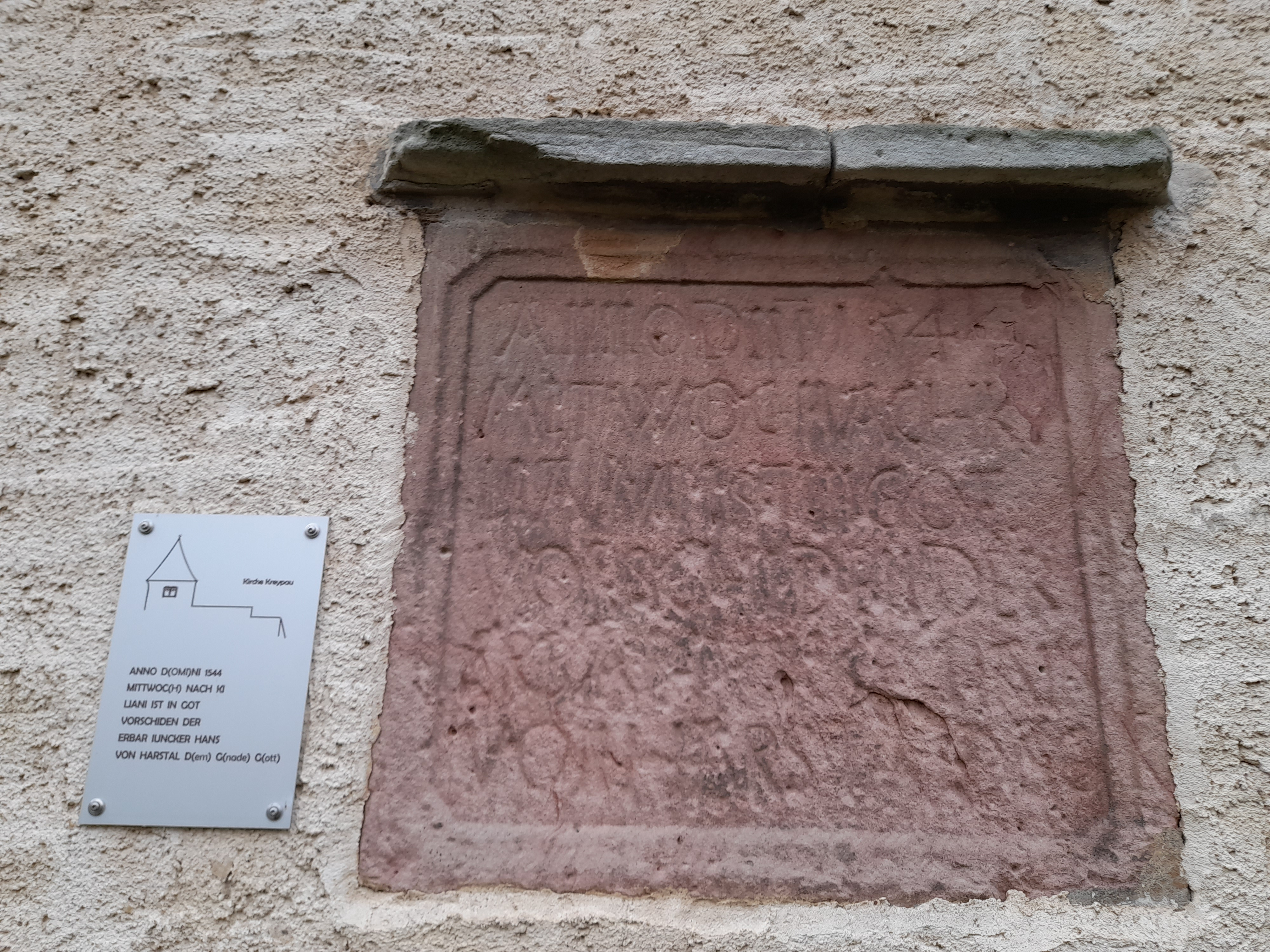
Gedächtnistafel für Hans von Harstall († 1544) an der Dorfkirche Kreypau

Weitere Besitzungen bestanden in Wernershausen, Katharinenberg, Berteroda und Treffurt. Belehnt waren sie unter anderem durch die Herzöge von Sachsen, die Kurfürsten von Mainz und die Fuldaer Bischöfe und waren zeitweise Burgherren auf Burg Creuzburg und Burg Normannstein.
1536 baute die Familie die Wasserburg als Renaissanceschloss, dem Grauen Schloss, um, errichteten unmittelbar daneben das Weiße Schloss und 1581 des Rote Schloss.

## Vertreter
- Brüder Bertold, Ritter und Ulrich (1301) haben Lehnsgüter in Grebendorf[3]
- Hermann von Harstall (1401), Amtmann zu Creuzburg[1]
- Hans von Harstall (1470–1534), Burgherr und Ganerbe zu Treffurt
- Anton von Harstall (1486–1545), Komtur des Deutschen Ordens in Altenburg
- Wilhelm von Harstall, Oberamtmann im Eichsfeld (1602–1604)
- Hans Wilhelm von Harstall (1611–1672), Sachsen-Altenburgischer Oberhofmarschall[1]
- Georg Melchior von Harstall zu Diedorf, Stammherr der Sachsen-Eisenachschen Linie[1]
- Johann Christoph von Harstall, kurmainzischer Vizedom in Erfurt
- Adalbert von Harstall (1737–1814), als Adalbert III. Fürstbischof von Fulda
- Ernst von Harstall (1862–1923), deutscher Generalmajor